# Сатя Надела
Сатя Надела (на телугу: సత్య నాదెళ్ల; на английски: Satya Nadella произн. ˈnədɛlæ, близо до Нъдела) е главен изпълнителен директор (CEO) на корпорацията Microsoft. Избран за CEO на 4 февруари 2014 г.,, наследявайки Стив Балмър.

## Биография
Сатя Надела е роден в индийския град Хайдарабад през 1967 г. Учи в държавното училище в града, след което постъпва в Манипалския технологичен институт (тогава част от Мангалорския университет), където учи за електроинженер. След това заминава за САЩ за да следва компютърни науки в университета Уисконсин-Милуоки, откъдето получава магистърска степен през 1990 г. По-късно получава и магистърска степен по бизнес администрация в Чикагския университет (The University of Chicago Booth School of Business).
До преминаването си в Microsoft през 1992 г., Сатя Надела работи в Sun Microsystems.
В Microsoft Надела започва от позицията на старши вицепрезидент на R&D подразделението за онлайн услуги, после става ръководител на бизнес отдел и отдела за облачни услуги. На 4 февруари 2014 г. Сатя Надела е назначен за главен изпълнителен директор на корпорацията Microsoft, заменяйки на поста Стив Балмър.
Надела подчертава откритостта на Microsoft за работа с конкурентни компании и технологии, такива като Apple Inc., Salesforce, IBM и Dropbox. За разлика от предишни кампании на Microsoft против операционната система Linux, Надела обявява, че „Microsoft ♥ Linux“, а през 2016 г. Microsoft се присъединява към Linux Foundation като Platinum-член.
Под ръководството на Надела Microsoft прави важни придобивания на други компании, като шведската Mojang (през 2014 г.), известна с популярната компютърна игра Minecraft. Следва купуването на Xamarin и LinkedIn през 2016 г., а след това и на GitHub през 2018 г.
Надела е женен от 1992 г., има 3 деца (син и 2 дъщери). Семейството живее в Клайд Хил и в Белвю (Вашингтон).